# Прокопівка (станція)
Про́копівка — проміжна вантажно-пасажирська станція 5 класу (до 2018 року — обгінний пункт) Куп'янської дирекції залізничних перевезень Південної залізниці.
Розташована поблизу однойменного села Куп'янського району Харківської області на дільниці Коробочкине — Куп'янськ-Вузловий. Відкрита у 1895 році..
Станція розміщена між зупинним пунктом 130 км (відстань — 2 км) і зупинним пунктом 127 км (2 км), а також між станціями Куп'янськ-Сортувальний (10 км), Куп'янськ-Вузловий (6 км) та Старовірівка (10 км). До станції Основа — 115 км.

## Історія
У 1895 році була збудована Харково-Балашовська залізниця, на якій була відкрито обгінний пункт Прокопівка.
У 1972 році Прокопівка була електрифікована змінним струмом під час електрифікації лінії Куп'янськ Вузловий — Гракове.

## Пасажирське сполучення
Тут зупиняються електропоїзди приміського сполучення у напрямку Гракового, Харкова та Куп'янська.